# 邦迪亚河畔阿布雅
邦迪亞河畔阿布雅（法語：Abjat-sur-Bandiat，法語發音：[abʒa syʁ bɑ̃dja]）是法国多尔多涅省的一个市镇，位于该省北部，属于农特龙区。

## 地理
邦迪亚河畔阿布雅（45°35'6"N, 0°45'29"E）面积27.62 平方千米，位于法国新阿基坦大区多爾多涅省，该省份为法国西南部内陆省份，是法國本土面积第三大的省，大致对应佩里戈尔地区，北起顺时针与夏朗德省、上维埃纳省、科雷兹省、洛特省、洛特-加龙省、吉倫特省和滨海夏朗德省接壤。
与邦迪亚河畔阿布雅接壤的市镇（或旧市镇、城区）包括：圣巴泰勒米-德比西耶尔、尚罗曼、欧日尼亚克、皮耶居-普吕维耶、马尔瓦勒、庞索勒、圣索-拉库西耶尔、萨维尼亚克德农特龙。

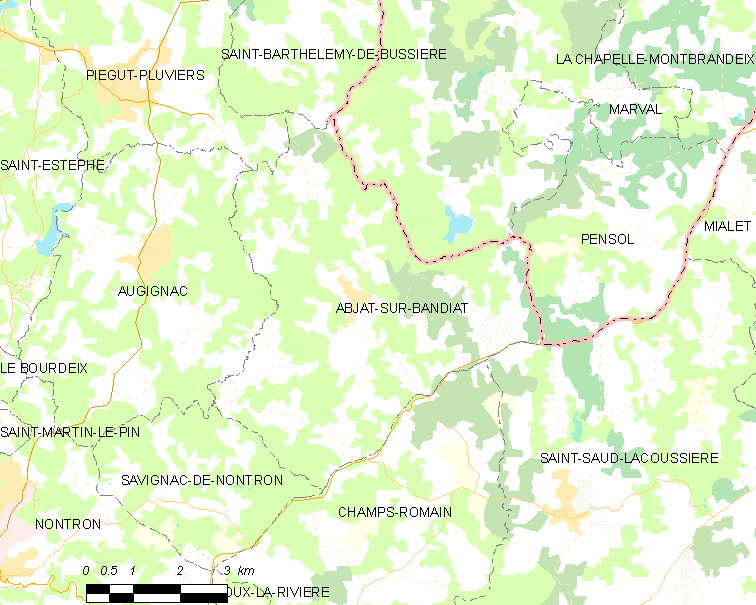
邦迪亚河畔阿布雅的OSM定位图

邦迪亚河畔阿布雅的时区为UTC+01:00、UTC+02:00（夏令时）。

## 行政
邦迪亚河畔阿布雅的邮政编码为24300，INSEE市镇编码为24001。

## 政治
邦迪亚河畔阿布雅所属的省级选区为农特龙绿色佩里戈尔县。

## 人口

1962-2008年间邦迪亚河畔阿布雅人口变化图示

邦迪亚河畔阿布雅于2022年1月1日时的人口数量为635人。